# Möllebackskyrkan

Möllebackskyrkan är en EFS-kyrka i centrala Karlskrona (Stora Möllebacksgränd 5). Formellt heter församlingen Karlskrona Evangelisk-Lutherska missionsförening, men kallas i dagligt tal för EFS Möllebacken.
Kyrkobyggnaden är ifrån 1961. Församlingen har dock anor från 1860, då man samlades varje söndag i en lokal på Hantverkaregatan för att fira gudstjänst tillsammans.